# John Larsen
John Høholt Larsen (Helsingør, 25 mei 1962) is een voormalig voetballer uit Denemarken, die speelde als verdediger. Hij beëindigde zijn loopbaan in 1994 bij de Deense club Lyngby BK.

## Clubcarrière
Larsen begon zijn loopbaan bij Helsingør IF. Het grootste deel van zijn carrière speelde hij voor Lyngby BK. Met die club won hij tweemaal het Deens landskampioenschap en tweemaal de Deense beker.

## Interlandcarrière
Larsen speelde in totaal negentien officiële interlands (één goal) voor Denemarken. Onder leiding van bondscoach Sepp Piontek maakte hij zijn debuut op 18 april 1984 in de OS-kwalificatiewedstrijd tegen Oost-Duitsland (4-0) in Maagdenburg, net als Torben Christensen (Ikast FS) en John Allan Nielsen (Odense BK).

## Erelijst
Lyngby BK
- Deens landskampioenschap

1983, 1992
- Deense beker

1984, 1985